# لولیتا (نمایش‌نامه)
لولیتا (انگلیسی: Lolita) نمایش‌نامه اقتباسی اثر ادوارد آلبی نمایشنامه‌نویس نامدار آمریکایی است. این اثر که اقتباسی از رمان لولیتا اثر ولادیمیر ناباکوف است در سال ۱۹۸۱ برای نخستین بار به روی صحنه رفت و پس از ۳۱ پیش نمایش و ۱۲ اجرا متوقف شد.